# Boothby-Wang-Faserung
In der Kontaktgeometrie, einem Teilgebiet der Mathematik, ist eine Boothby-Wang-Faserung eine spezielle Faserung einer Kontaktmannigfaltigkeit. Ein Beispiel ist die Hopf-Faserung {\displaystyle S^{2n-1}\to \mathbb {C} P^{n}}.
Der Satz von Boothby-Wang charakterisiert kompakte reguläre Kontaktmannigfaltigkeiten {\displaystyle (P,\alpha )}: diese sind genau die {\displaystyle S^{1}}-Bündel über symplektischen Mannigfaltigkeiten, deren symplektische Form eine integrale Kohomologieklasse bestimmt.

## Satz von Boothby-Wang
Sei {\displaystyle P} eine kompakte Kontaktmannigfaltigkeit mit Kontaktform {\displaystyle \alpha }. Die Kontaktform heißt regulär, wenn es ein duales, d. h. die Gleichung {\displaystyle \alpha (X)=1} erfüllendes reguläres Vektorfeld gibt. (Ein Vektorfeld  heißt regulär, wenn jeder Punkt eine Umgebung hat, durch die jede Integralkurve des höchstens einmal durchläuft.)
Der Fluss dieses Vektorfeldes definiert eine Äquivalenzrelation auf {\displaystyle P}. Sei {\displaystyle M=P/\sim } der Quotientenraum. Der Satz von Boothby-Wang besagt dann, dass {\displaystyle \pi \colon P\to M} ein {\displaystyle S^{1}}-Prinzipalbündel mit Zusammenhangsform {\displaystyle \alpha } ist, eine sogenannte Boothby-Wang-Faserung. Die Krümmungsform des Zusammenhangs ist eine symplektische Form {\displaystyle \omega } mit ganzzahligen Perioden auf {\displaystyle M}.
Es gibt in diesem Fall eine nullstellenfreie Funktion {\displaystyle \tau \colon P\to \mathbb {R} }, so dass das Reeb-Vektorfeld zu {\displaystyle \alpha ^{\prime }:=\tau \alpha } die {\displaystyle S^{1}}-Wirkung erzeugt, und es gilt {\displaystyle d\alpha ^{\prime }=\pi ^{*}\omega }.

## Boothby-Wang-Konstruktion
Sei {\displaystyle (M,\omega )} eine symplektische Mannigfaltigkeit, deren symplektische Form ganzzahlige Perioden hat, also {\displaystyle \left[\omega \right]\in H^{2}(M,\mathbb {Z} )}. Sei {\displaystyle P\to M} ein {\displaystyle S^{1}}-Prinzipalbündel mit Chern-Klasse {\displaystyle c_{1}(P)=\left[\omega \right]}. Dann ist {\displaystyle P} eine Kontaktmannigfaltigkeit, d. h. es gibt eine Kontaktform auf {\displaystyle P}. Das Bündel {\displaystyle S^{1}\to P\to M} ist dann eine Boothby-Wang-Faserung.